# Vaglio (utensile)
Il vaglio è un attrezzo o apparecchiatura il cui organo essenziale è costituito da una o più superfici munite di aperture calibrate (per esempio griglie, reti, lamiere forate), di dimensioni progressivamente decrescenti da una superficie all'altra, attraverso cui passano gli elementi via via più piccoli del materiale da selezionare o classificare.